# Markus Zelisko
Markus Zelisko (* 23. September 1978 in Bruck an der Mur) ist ein österreichischer Politiker (SPÖ). Von 2008 bis 2015 war er Abgeordneter zum Steiermärkischen Landtag.

## Ausbildung und Beruf
Nach der Volksschule besuchte Zelisko die erste Klasse der HTBL in Kapfenberg, Fachrichtung Elektrotechnik. Er begann danach eine Lehre als Nachrichtenelektroniker bei der Firma Schrack (später Ericsson, danach Flextronics). Nach seinem Lehrabschluss leistete er den Präsenzdienst ab und kehrte daraufhin in seinen Lehrbetrieb zurück. Auf Grund von Schwierigkeiten des Unternehmens wechselte Zelisko beruflich in das Büro des damaligen Jugend- und Gesundheitslandesrates Günter Dörflinger. 2002 wechselte er als Versicherungsfachmann zum Unternehmen UNIQA. Er legte 2005 die BÖV Prüfung ab und beendete 2006 eine Zusatzausbildung als Finanzberater.
2009 gründet er eine UNIQA GeneralAgentur und macht sich damit als Versicherungsagent selbständig. 
2010 gründet Zelisko das Handelsunternehmen Zelisko Trading e.U. und betreibt das Internetportal gelsenschutz.at, das Gelsenschutz fürs Freie anbietet. 2015 wurde die Firma in Zelisko e.U. umbenannt. Zu den bereits vorhandenen Onlineportalen mueckenfrei.at, gelsenschutz.at und gelsenfrei.at kam im Jahr 2016 durch eine Kooperation mit dem Unternehmen Kwizda noch das Portal schaedlingfrei.at bzw. schaedlingfrei.de dazu.

## Politik
Zelisko trat im Alter von 16 Jahren der Ortsgruppe Kindberg der Jungen Generation (JG) bei und war während seiner Berufsschulzeit als Klassen- und Schulsprecher aktiv. In der Folge wurde er zum Vorsitzenden der JG Bezirk Mürzzuschlag gewählt, im Juli 2008 übernahm er zudem die Funktion des geschäftsführenden JG-Landesvorsitzenden. 2001 wurde er stellvertretender SPÖ-Bezirksvorsitzenden gewählt, 2007 stieg Zelisko zum Bezirksparteivorsitzenden auf. Nach dem Rückzug von Bernd Stöhrmann rückte er mit dem 12. Februar 2008 als Landtagsabgeordneter in den Steiermärkischen Landtag nach, wo er die Funktion des Bereichssprechers für Jugend übernahm. Im Juni 2015 schied er aus dem Landtag aus.

## Privates
Nach dem frühen Tod seines Vaters lernte Zeliskos Mutter seinen Stiefvater kennen, den diese im Jahr 2000 heiratete. Zelisko hat einen Bruder und ist seit 2004 verheiratet. Er lebt in Sankt Lorenzen im Mürztal.